# Centrum Dialogu im. Juliusza Mieroszewskiego
Centrum Dialogu im. Juliusza Mieroszewskiego (wcześniej Centrum Polsko-Rosyjskiego Dialogu i Porozumienia) – państwowa osoba prawna, powołana z mocy ustawy, nadzorowana przez Ministerstwo Kultury i Dziedzictwa Narodowego. Misja Centrum skierowana jest do Polaków i do narodów: białoruskiego, gruzińskiego, mołdawskiego, rosyjskiego i ukraińskiego.

## Dyrektorzy
- 2011–2016 – Sławomir Dębski (dyrektor Centrum Polsko-Rosyjskiego Dialogu i Porozumienia)[4]
- od 2016 – Ernest Wyciszkiewicz (dyrektor Centrum Polsko-Rosyjskiego Dialogu i Porozumienia do 2022, od 2022 Centrum Dialogu im. Juliusza Mieroszewskiego)[2][5]

## Zadania Centrum
- prowadzenie badań naukowych;
- prowadzenie działalności wydawniczej;
- upowszechnianie w Polsce i poza jej granicami wiedzy o sytuacji politycznej, historii, kulturze i dziedzictwie narodów Europy Środkowej i Wschodniej;
- prowadzenie i wspieranie działalności edukacyjnej;
- zwalczanie stereotypów;
- przeciwdziałanie dezinformacji;
- organizowanie konferencji, seminariów, wykładów oraz debat publicznych;
- dofinansowywanie przedsięwzięć podejmowanych na rzecz dialogu w stosunkach polsko-ukraińskich, polsko-białoruskich, polsko-rosyjskich, polsko-gruzińskich i polsko-mołdawskich;
- prowadzenie programów stypendialnych;
- utrzymywanie kontaktów z ośrodkami akademickimi, eksperckimi, naukowymi, kulturalnymi i politycznymi.

## O patronie
W 2022 patronem instytucji został pisarz, dziennikarz Juliusz Mieroszewski (1906–1976). Zmiana nazwy instytucji, która wcześniej działała jako Centrum Polsko-Rosyjskiego Dialogu i Porozumienia, związana była z rozpoczęciem przez Federację Rosyjską pełnoskalowej inwazji na Ukrainę. 